# Strzępy honoru
Strzępy honoru (tyt. oryg. Shards of Honor) – powieść science fiction amerykańskiej pisarki Lois McMaster Bujold, rozpoczynająca Sagę Vorkosiganów.
Powieść opowiada o początku znajomości między Cordelią Naismith, oficerem betańskiego zwiadu naukowego, a Aralem Vorkosiganem, admirałem wojsk barrayarskich, których los skazał na wędrówkę po bezdrożach dziewiczej planety. Początkowa niechęć, po kilku wspólnie spędzonych dniach, przeradza się w powoli rosnące uczucie. Nie jest w stanie go zmienić nawet konflikt międzyplanetarny, który plącze ścieżki głównych bohaterów. Pod warstwą przygodowej space opery kryje się pełna głębi psychologicznej opowieść o ludzkich charakterach.
Epilogiem powieści jest opowiadanie Po walce o dwuosobowej załodze przeszukującej przestrzeń kosmiczną w poszukiwaniu zwłok żołnierzy po, opisywanej w powieści, kosmicznej wojnie. 